# チモ・バヨ

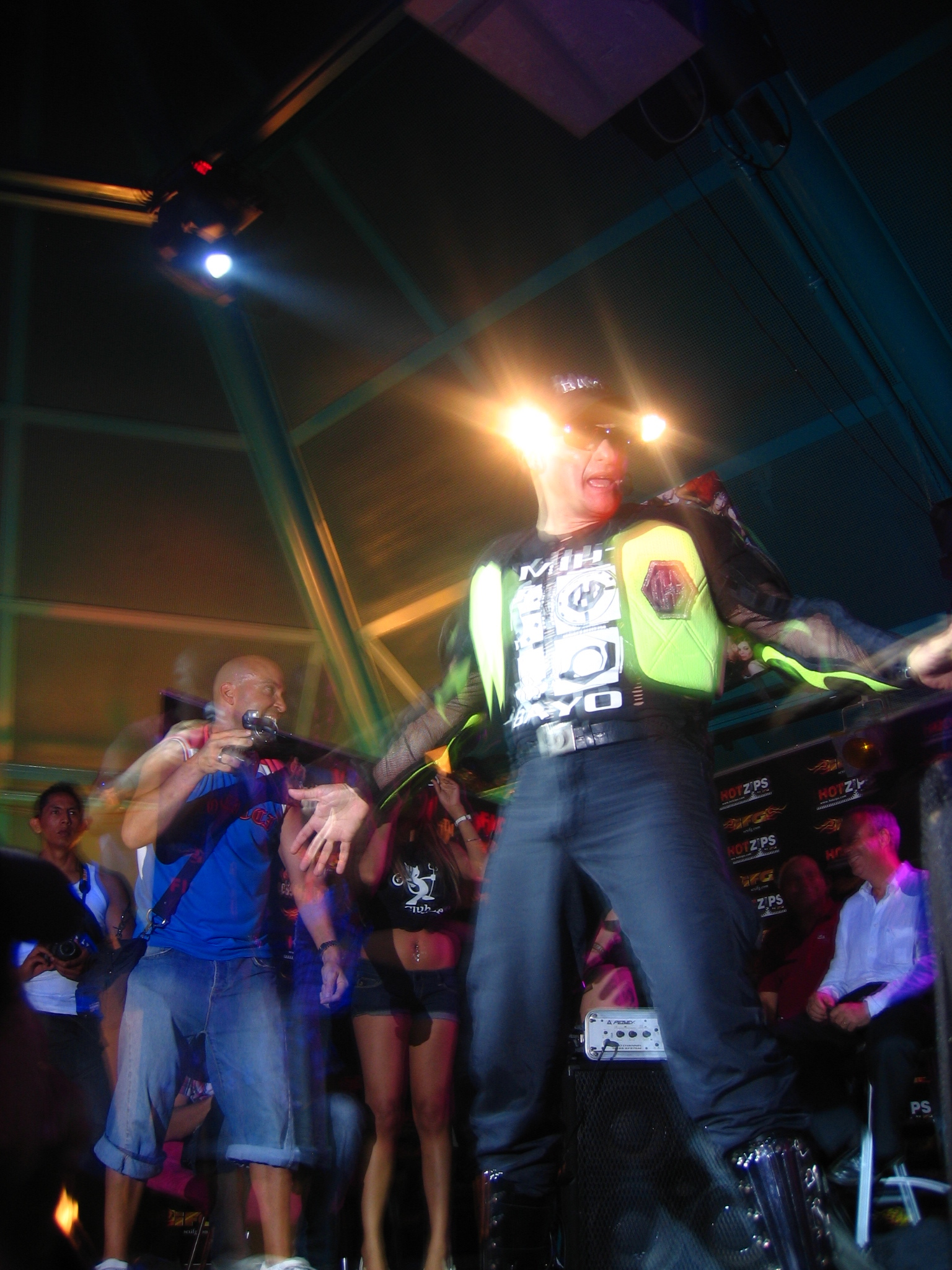
チモ・バヨ

チモ・バヨ（Chimo Bayo 1961年10月25日 -  ）はスペイン・バレンシア出身のディスコDJ。本名、ホアキン・イシドロ・バヨ・ゴメス（Joaquín Isidoro Bayo Gómez）。

## 来歴
スペインのテクノポップのDJとして活動を始める。自分の曲をプロデュースして自分でスペイン語ボーカルを入れ大成功をおさめる。
1991年にスペインで、バルセロナオリンピックが開催された1992年に日本で発売された
シングル『俺はチモ・バヨ～燃えろバルセロナ』（原題：『Asi Me Gusta A Mi』）がヒットした。同曲はニューハーフタレントの日出郎によってカバーされた。
1993年にはエイベックス主催のイベント『avex rave'93』に出演するために来日している。

## シングル
- 俺はチモ・バヨ～燃えろバルセロナ　Así Me Gusta A Mí（1992年）
  - 日本盤シングルには原歌詞とその日本語訳以外に、本来のスペイン語を日本語として聞き取った際に生じた空耳を元にした歌詞が掲載されていた。
- ボンバス　Bombas（1993年）
- ラ・ティア・エンリケータ　La Tia Enriqueta（1993年）
- バモス・アル・エスパシオ・エクステリトール　Vamos Al Espacio Exterior（1995年）
- ブスカラ　Búscala（1996年）